# Бешаркањ
Бешаркањ (мађ. Bősárkány) је град у северној Мађарској, у жупанији Ђер-Мошон-Шопрон (Győr-Moson-Sopron megye). 

## Локација
Налази се у северозападном делу Мађарске, 9 километара северно од Чорне и 28 километара јужно од Мошонмађаровара. Суседна насеља: Рабцакапи са североистока, Маркотабедеге са истока, Маглоца са југоистока, Чорна са југа, Ачалаг са југозапада и Јаношшоморја (Ханшаглигет) са североистока.

## Историја
Бешаркањ се први пут појављује у писаној форми 1222. године у уговору о поклону суседне Маглоце у облику „вила Саркан“. Почетком XVIII. века јављају се префикси Бе (Bő)- и Бе (Beő)-. Име села може настати од личног имена изведеног од заједничког имена „змај“ или географског имена. Поред првог, прича се да неколико села у земљи носи ово име. О овај податак је у ствари усмено које је забележио Фриђес Пешти: тзв. Име су му дали рибари који су се населили на „брду Шаркањи“.
Сиромашна рибарска популација није могла чак ни да се бави пољопривредом, тако да тадашњи краљ није могао ни да поклони Бешеркањ никоме дуго времена, јер није могло да се извуче никаква добит. Прву донацију овог земљишта дао је само Лајош I Анжујски, 1378. године. Поклонио га је картагињанским монасима из Шомођа, али су 1390. године заменили далеки Шаркањи и друга шопронска жупанијска имања за друга имања у Шомођи. Краљ Жигмонд га је одмах поклонио члановима породице Канижај. Њихова кметска села су такође учествовала у завади између племићких породица. Грофови Базин и њихови људи били су владали у Бешаркању до око 1460. године, када су, након смрти краља Матије Корвина, породица Канижа, предвођена својим кметовима из Бешаркања и Барбаца, спалила њихово мало имање, Маглоца.
После унутрашњих сукоба, у околини се појавио нови спољни непријатељ, Турци. Године 1529. турска војска која је марширала на Беч сравнила је и села Рабакоз. Људи из села дуж Ханшага морали су да побегну од њих на маочварна острва.
Последњег члана породице Канижај, Оршоју, оженио је Тамаш Надашди, 1535. године. Овим су огромна имања Канижаја, укључујући Бешаркањ, прешла у руке Надашдијевих.

## Демографија
Током пописа 2011. године, 90,5% становника се изјаснило као Мађари, 0,6% као Роми, а 0,5% као Немци (9,4% се није изјаснило, због двојног држављанства, укупан број може бити већи од 100%).
Верска дистрибуција је била следећа: римокатолици 81,2%, реформисани 0,2%, лутерани 1,7%, неденоминациони 1,6% (14,6% се није изјаснило).